# Rhammura clavata
Rhammura clavata är en stekelart som beskrevs av Szepligeti 1911. Rhammura clavata ingår i släktet Rhammura och familjen bracksteklar. Inga underarter finns listade i Catalogue of Life.